# Hănești (okręg Botoszany)
Hănești – wieś w Rumunii, w okręgu Botoszany, w gminie Hănești. W 2011 roku liczyła 1127 mieszkańców.